# Fernando Rodríguez Lafuente
Fernando Rodríguez Lafuente (Madrid,1955) va ser sotsdirector del diari ABC i és el director d'ABC Cultural a 2013, professor i crític literari i cinematogràfic. Com articulista ha sigut col·labodor habitual de Ínsula, Revista de Occidente, Nueva Revista, Cuadernos Hispanoamericanos, El Europeo, El Paseante, Revista de Literatura i La Página, entre d'altres revistes i publicacions de tipus cultural i filosòfic.

## Obra Publicada
- La apoteosis de lo neutro, amb Ignacio Sánchez-Cámara. Madrid, 1996. Fundación para el Análisis y los Estudios Sociales. Papeles de la Fundación, nº36. ISBN 84-896-3314-2.
- El Universo de Alfred Hitchcock. VV.AA. Madrid, 2006. Notorious Ediciones, coord. Guillermo Balmori. ISBN 978-84-934701-4-2.
- El universo de Clint Eastwood. VV.AA. Madrid, 2009. Notorious Ediciones, coord. Guillermo Balmori. ISBN 978-84-93714-8-40 ¡

Ha publicat igualment diverses edicions i monografies sobre autors hispanoamericans, com les dedicades a Jorge Luis Borges, José Ortega y Gasset, Ramón Gómez de la Serna, Macedoni Fernández, Raúl Zurita, Octavio Paz, i a Alfredo Bryce Echenique.

## Premis i Guardons
- Premi Bibliodiversidad 2007, atorgat per la Comissió d'Editors Independents, gremi en el qual estan representades més de 40 editorials independents: Siruela, Castalia, Trotta, Huerga i Fierro, entre d'altres.